# Rhymes To Be Traded for Bread
Rhymes To Be Traded for Bread – tomik, a właściwie arkusz poetycki amerykańskiego poety Vachela Lindsaya, opublikowany w 1912. Arkusz liczy szesnaście stron dużego formatu zadrukowanego w dwóch kolumnach. Zawiera Introduction i cykle Verses of Fanthasy and Desire, The Magical Village, Religious Verses, Rhymes of the Day and Hour, Poems on the Far Distant Future i  Final Poems of the Road.